# Liga Profesional de Béisbol Colombiano
La Liga Profesional de Béisbol Colombiano (LPB) es la competencia deportiva rentada de ese deporte en Colombia. Está integrada por seis equipos, Gigantes de Barranquilla, 
Caimanes de Barranquilla, Tigres de Cartagena, Vaqueros de Montería, Leones de Santa Marta y Toros de Sincelejo que disputan un campeonato eliminatorio entre noviembre y enero, una serie semifinal denominada pre-playoff entre el segundo y tercer equipo en la clasificación y una serie final entre el mejor de la temporada regular y el ganador del pre-playoff.
El campeón participa en la Serie de las Américas, cuya primera edición será en 2024.
La Liga tiene su sede administrativa en el estadio Édgar Rentería de Barranquilla.

## Historia
El béisbol profesional colombiano se ha desarrollado en cuatro épocas: De 1948 a 1958, de 1979 a 1988, de 1994 a 1999 y de 1999 al presente.
El interés por el béisbol profesional comenzó en febrero o marzo de 1948, año en que el equipo Chesterfield de Panamá y el Habana Club, que jugaba en una Liga de la Florida, disputaron en el estadio Once de Noviembre una serie con la selección de Colombia que había quedado campeona mundial en 1947. La idea nació en Barranquilla, pero fue rechazada, posteriormente fue acogida por el empresario cartagenero Juan González Cornett.
A mediados de 2004, la Liga Colombiana fue aceptada en la Confederación de Béisbol del Caribe.

### Primera expansión
En la temporada 2010-2011 el campeonato se expandió por primera vez en la historia de 4 a 6 novenas: se crearon los Potros de Medellín y las Águilas de Bogotá. El equipo Toros cambió su sede Sincelejo a Cali a raíz de las dificultades económicas para mantener la novena en Sincelejo. También significó extender el béisbol profesional al interior del país por primera vez en la historia.
Por primera vez en la historia del béisbol profesional en Colombia se canceló un campeonato, el motivo fue el fuerte invierno que azotó al país. La temporada 2010-2011 fue cancelada el 8 de diciembre de 2010. La siguiente temporada la liga volvió a competir.
Según el sistema de campeonato establecido, durante la temporada regular los equipos se enfrentarían todos contra todos, cada novena jugaría un total de 50 juegos, 25 de local y 25 de visitante; los cuatro mejores equipos pasarían a disputar el round robin y, finalmente, los dos mejores equipos disputarían la final a siete juegos.

### Serie Latinoamericana
A partir de la temporada 2012-13, el campeón de la liga participa en la Serie Latinoamericana, competencia internacional entre la Liga Colombiana de Béisbol Profesional, Liga Profesional de Béisbol de Panamá, Liga de Béisbol Profesional Nacional de Nicaragua y Liga Invernal Veracruzana.
Colombia organizó la segunda edición de la Serie Latinoamericana en 2014 con sede en Montería representada por Tigres de Cartagena quien entregó el primer título para el país, el cual repetiría Leones de Montería en la siguiente edición en la ciudad de Panamá edición 2015 dándole así el segundo título a Colombia en el torneo.

### Cambio de nombre y de organización
Entre 1999 y 2019 se denominó Liga Colombiana de Béisbol Profesional (LCBP). El presidente fue Edinson Rentería (hermano de Édgar Rentería), quien estuvo a cargo del torneo y logró el crecimiento del béisbol profesional. Desde la temporada 2019-2020 cambia la denominación por Liga Profesional de Béisbol Colombiano (LPB), la cual pasa a ser organizada por la División Profesional de Béisbol Colombiano (Diprobéisbol) por encargo de la Federación Colombiana de Béisbol.

### Serie del Caribe
Colombia fue invitada por primera vez a la Serie del Caribe en la edición 2020. El país fue representado por el campeón de la liga 2019-2020, Vaqueros de Montería.
Caimanes de Barranquilla consiguió el primer triunfo y primer título en la Serie del Caribe del 2022 celebrada en Santo Domingo, República Dominicana.

### Baseball Champions League Americas
La primera edición se realizó del 28 de septiembre al 1 de octubre de 2023 en Mérida, Yucatán, México. Fue la edición en la que se disputaron 7 juegos, participando primeramente en ronda de round robin y clasificándose los dos mejores directamente a la final. 
Caimanes de Barranquilla llegó a la final en contra de los estadounidenses Fargo-Moorhead RedHawks, perdiendo 8-0 contra estos. No obstante, los Caimanes terminaron con récord de 2 victorias y 2 derrotas y como los primeros subcampeones en la historia del torneo.

### Serie Intercontinental de Béisbol Profesional
Organizada por el Team Rentería USA, su primera edición será en 2024 con la participación de ocho países:
Asia: Indonesia, Japón y Corea del Sur.
América: Colombia, Curazao, Estados Unidos y México. Cuba estará representada por un equipo de la Federación Profesional de Peloteros Cubanos creada en Miami en 2022.

## Estructura organizacional[1]
Órgano de Administración y Representación
| Cargo                                       | Titular             | Titular             | Titular             |
| ------------------------------------------- | ------------------- | ------------------- | ------------------- |
| Presidente                                  | Pedro Salzedo Salom | Pedro Salzedo Salom | Pedro Salzedo Salom |
| Secretario Ejecutivo                        | Carmen Sanjuán      | Carmen Sanjuán      | Carmen Sanjuán      |
| Director de Operaciones y Torneos           | Abdala Villa Eljach | Abdala Villa Eljach | Abdala Villa Eljach |
| Asistente Director de Operaciones y torneos | Kodiró Miranda      | Kodiró Miranda      | Kodiró Miranda      |
| Director de Operaciones                     | Harold Herrera      | Harold Herrera      | Harold Herrera      |

### Órgano de control
- Revisor Fiscal Principal
- Revisor Fiscal Suplente

### Comité Disciplinario de la Liga Profesional de Béisbol
- Primera Instancia
  - Luis Fernando Argel
  - Coronel Eduardo Arévalo Castillo
  - Carlos Andrés Mendoza Puccini

- Comisión de Apelaciones
  - Segunda Instancia

### Comisión Técnica
1. Abdala Francisco Villa Eljach
2. Armando Segovia Ortíz
3. Kodiró Miranda

### Comisión de Comunicaciones Mercadeo y Comercialización
• Ricardo Mendoza Puccini

### Asistente Administrativo
• Alfonso Salcedo Jaar

## Equipos
Equipos actuales
| Equipo                   | Fundación | Ciudad       | Estadio                    | Capacidad |
| ------------------------ | --------- | ------------ | -------------------------- | --------- |
| Caimanes de Barranquilla | 1984      | Barranquilla | Estadio Édgar Rentería     | 12 000    |
| Vaqueros de Montería     | 1984      | Montería     | Estadio Dieciocho de Junio | 11 000    |
| Toros de Sincelejo       | 2004      | Sincelejo    | Estadio Veinte de Enero    | 10 000    |
| Tigres de Cartagena      | 1996      | Cartagena    | Estadio Once de Noviembre  | 12 000    |

Equipos desaparecidos
| - Filtta (Barranquilla) - Armco (Barranquilla) - Hit (Barranquilla) - Willard (Barranquilla) - Cerveza Águila (Barranquilla, Cartagena) - Olímpica (Barranquilla) - Café Universal (Barranquilla) - Eléctricos (Barranquilla) - Indios (Cartagena) - Vanytor (Barranquilla) | - Torices (Cartagena) - Kola Román (Cartagena) - Leones (Cartagena) - Cardenales (Montería) - Rancheros (Sincelejo) - Águilas (Bogotá) - Toros (Cali) - Potros (Medellín) |

## Campeones
El béisbol profesional colombiano ha tenido tres épocas: 1948-1958 (1.a), 1979-1988 (2.a) y 1994 hasta la fecha (3.a). Los equipos campeones han sido:
| Año           | Campeón                                      | Resultado Serie                     | Subcampeón                               | Mánager campeón                     |               |
| Primera época | Primera época                                | Primera época                       | Primera época                            | Primera época                       | Primera época |
| ------------- | -------------------------------------------- | ----------------------------------- | ---------------------------------------- | ----------------------------------- | ------------- |
| 1948          | Indios de Cartagena (1) Bolívar              |                                     | Filtta de Barranquilla Atlántico         | Juan González Cornett (1)           |               |
| 1949          | Filtta de Barranquilla (1) Atlántico         |                                     | Torices de Cartagena Bolívar             | Rafael Alvarado (1)                 |               |
| 1950          | Indios de Cartagena (2) Bolívar              |                                     | Cerveza Águila de Barranquilla Atlántico | Juan González Cornett (2)           |               |
| 1951          | Filtta de Barranquilla (2) Atlántico         |                                     | Indios de Cartagena Bolívar              | Gil Garrido (1)                     |               |
| 1952          | Indios de Cartagena (3) Bolívar              |                                     | Hit de Barranquilla Atlántico            | Juan González Cornett (3)           |               |
| 1953          | Torices de Cartagena (1) Bolívar             |                                     | Willard de Barranquilla Atlántico        | Pedro Pagés (1)                     |               |
| 1953-54       | Torices de Cartagena (2) Bolívar             |                                     | Indios de Cartagena Atlántico            | Pedro Pagés (2)                     |               |
| 1954-55       | Willard de Barranquilla (1) Atlántico        |                                     | Torices de Cartagena Bolívar             | Spud Chandler (1)                   |               |
| 1955-56       | Indios de Cartagena (4) Bolívar              |                                     | Vanytor de Barranquilla Atlántico        | Gaspar del Monte (1)                |               |
| 1956-57       | Kola Román de Cartagena (1) Bolívar          |                                     | Willard de Barranquilla Atlántico        | Frank "Skeeter" Scalzi (1)          |               |
| 1957-58       | Vanytor de Barranquilla (1) Atlántico        |                                     | Willard de Barranquilla Atlántico        | Ted Narleski (1)                    |               |
| Segunda época |                                              |                                     |                                          |                                     |               |
| 1979-80       | Indios de Cartagena (5) Bolívar              | 4-2                                 | Torices de Cartagena Bolívar             | José Martínez (1)                   |               |
| 1980-81       | Indios de Cartagena (6) Bolívar              | 4-3                                 | Olímpica de Barranquilla Atlántico       | Rigoberto Mendoza (1)               |               |
| 1981-82       | Café Universal de Barranquilla (1) Atlántico | 4-2                                 | Cerveza Águila de Barranquilla Atlántico | José Martínez (2)                   |               |
| 1982-83       | Café Universal de Barranquilla (2) Atlántico | 4-3                                 | Willard de Barranquilla Atlántico        | José Martínez (3)                   |               |
| 1983-84       | Cerveza Águila de Barranquilla (1) Atlántico | 4-3                                 | Torices de Cartagena Bolívar             | Carlos Alfonso (1)                  |               |
| 1984-85       | Caimanes de Barranquilla (1) Atlántico       | 4-2                                 | Indios de Cartagena Bolívar              | José Tartabull (1)                  |               |
| 1987-88       | Indios de Cartagena (7) Bolívar              | 4-1                                 | Rancheros de Sincelejo Sucre             | Curtis Wallace (1)                  |               |
| Tercera época |                                              |                                     |                                          |                                     |               |
| 1993-94       | Phillips-Atlántico Atlántico                 | 4-0                                 | Pilsen-Antioquia Antioquia               |                                     |               |
| 1994-95       | Caimanes de Barranquilla (2) Atlántico       | 4-2                                 | Tigres de Cartagena Bolívar              | Tomás Soto (1)                      |               |
| 1995-96       | Tigres de Cartagena (1) Bolívar              | 4-2                                 | Caimanes de Barranquilla Atlántico       | Jolbert Cabrera Sr. (1)             |               |
| 1996-97       | Rancheros de Sincelejo (1) Sucre             | 4-1                                 | Caimanes de Barranquilla Atlántico       | José Tartabull (2)                  |               |
| 1997-98       | Caimanes de Barranquilla (3) Atlántico       | 4-1                                 | Indios de Cartagena Bolívar              | Edinson Rentería (1)                |               |
| 1998-99       | Caimanes de Barranquilla (4) Atlántico       | 4-2                                 | Indios de Cartagena Bolívar              | Edinson Rentería (2)                |               |
| 1999-2000     | Vaqueros de Barranquilla (1) Atlántico       | 4-2                                 | Indios de Cartagena Bolívar              | Noé Maduro (1)                      |               |
| 2001-02       | Eléctricos de Barranquilla (1) Atlántico     | 4-1                                 | Caimanes de Barranquilla Atlántico       | Noé Maduro (2)                      |               |
| 2002-03       | Eléctricos de Barranquilla (2) Atlántico     | 4-1                                 | Águila de Cartagena Atlántico            | Brent Bowers (1)                    |               |
| 2003-04       | Tigres de Cartagena (2) Bolívar              | 4-2                                 | Leones de Cartagena Bolívar              | Bill Madlock (1)                    |               |
| 2004-05       | Tigres de Cartagena (3) Bolívar              | 4-3                                 | Toros de Sincelejo Sucre                 | Bill Madlock (2)                    |               |
| 2005-06       | Tigres de Cartagena (4) Bolívar              | 4-1                                 | Caimanes de Barranquilla Atlántico       | Neder Horta (1)                     |               |
| 2006-07       | Tigres de Cartagena (5) Bolívar              | 4-0                                 | Caimanes de Barranquilla Atlántico       | Neder Horta (2)                     |               |
| 2007-08       | Caimanes de Barranquilla (5) Atlántico       | 4-0                                 | Indios de Cartagena Bolívar              | Walter Miranda (1)                  |               |
| 2008-09       | Caimanes de Barranquilla (6) Atlántico       | 4-3                                 | Leones de Montería Córdoba               | Walter Miranda (2)                  |               |
| 2009-10       | Caimanes de Barranquilla (7) Atlántico       | 4-2                                 | Leones de Montería Córdoba               | Boris Villa (1)                     |               |
| 2010-11       | Temporada cancelada por el invierno          | Temporada cancelada por el invierno | Temporada cancelada por el invierno      | Temporada cancelada por el invierno |               |
| 2011-12       | Toros de Sincelejo (1) Sucre                 | 5-3                                 | Leones de Montería Córdoba               | Neder Horta (3)                     |               |
| 2012-13       | Caimanes de Barranquilla (8) Atlántico       | 4-2                                 | Tigres de Cartagena Bolívar              | Wilson Valera (1)                   |               |
| 2013-14       | Tigres de Cartagena (6) Bolívar              | 4-1                                 | Leones de Montería Córdoba               | Donaldo Méndez (1)                  |               |
| 2014-15       | Leones de Montería (1) Córdoba               | 4-1                                 | Caimanes de Barranquilla Atlántico       | Luis Felipe Urueta (1)              |               |
| 2015-16       | Caimanes de Barranquilla (9) Atlántico       | 4-2                                 | Leones de Montería Córdoba               | Luis Felipe Urueta (2)              |               |
| 2016-17       | Leones de Montería (2) Córdoba               | 4-2                                 | Toros de Sincelejo Sucre                 | Jair Fernández (1)                  |               |
| 2017-18       | Leones de Montería (3) Córdoba               | 4-3                                 | Toros de Sincelejo Sucre                 | Jair Fernández (2)                  |               |
| 2018-19       | Caimanes de Barranquilla (10) Atlántico      | 4-1                                 | Toros de Sincelejo Sucre                 | Fred Ocasio (1)                     |               |
| 2019-20       | Vaqueros de Montería (2) Córdoba             | 4-1                                 | Gigantes de Barranquilla Atlántico       | Ozney Guillen (1)                   |               |
| 2020-21       | Caimanes de Barranquilla (11) Atlántico      | 4-3                                 | Vaqueros de Montería Córdoba             | José Mosquera (1)                   |               |
| 2021-22       | Caimanes de Barranquilla (12) Atlántico      | 4-1                                 | Vaqueros de Montería Córdoba             | José Mosquera (2)                   |               |
| 2022-23       | Vaqueros de Montería (3) Córdoba             | 4-1                                 | Tigres de Cartagena Bolívar              | Ronald Ramírez De La Rosa (1)       |               |
| 2023-24       | Caimanes de Barranquilla (13) Atlántico      | 4-1                                 | Vaqueros de Montería Córdoba             | José Mosquera (3)                   |               |
| 2024-25       | Caimanes de Barranquilla (14) Atlántico      | 4-3                                 | Vaqueros de Montería Córdoba             | José Mosquera (4)                   |               |

## Campeonatos por equipo
En negrita los equipos activos
| Club                           | Títulos | Subtítulos | Años campeón | Años subcampeón                                              |
| ------------------------------ | ------- | ---------- | --- | ------------------------------------------------------------ |
| Caimanes de Barranquilla       | 14      | 6          | 1984-85, 1994-95, 1997-98, 1998-99, 2007-08, 2008-09, 2009-10, 2012-13, 2015-16, 2018-19, 2020-21, 2021-22, 2023-24, 2024-25 | 1995-96, 1996-97, 2001-02, 2005-06, 2006-07, 2014-15         |
| Indios de Cartagena            | 7       | 7          | 1948, 1950, 1952, 1955-1956, 1979-80, 1980-81, 1987-88                                                                       | 1951, 1953-54, 1984-85, 1997-98, 1998-99, 1999-2000, 2007-08 |
| Tigres de Cartagena            | 6       | 3          | 1995-96, 2003-04, 2004-05, 2005-06, 2006-07, 2013-14                                                                         | 1994-95, 2012-13, 2022-23                                    |
| Vaqueros de Montería           | 3 (1)   | 4          | 1999-2000, 2019-20, 2022-23                                                                                                  | 2020-21, 2021-22, 2023-24, 2024-25                           |
| Leones de Santa Marta          | 3 (1)   | 5          | 2014-15, 2016-17, 2017-18 | 2008-09, 2009-10, 2011-12, 2013-14, 2015-16                  |
| Torices de Cartagena           | 2       | 4          | 1953, 1953-54 | 1949, 1954-55, 1979-80, 1983-84                              |
| Filtta de Barranquilla         | 2       | 1          | 1949, 1951 | 1948                                                         |
| Café Universal de Barranquilla | 2       |            | 1981-82, 1982-83 |                                                              |
| Eléctricos de Barranquilla     | 2       |            | 2001-02, 2002-03 |                                                              |
| Willard de Barranquilla        | 1       | 4          | 1954-55 | 1953, 1956-57, 1957-58, 1982-83                              |
| Toros de Sincelejo             | 1       | 4          | 2011-12 | 2004-05, 2016-17, 2017-18, 2018-19                           |
| Cerveza Águila de Barranquilla | 1       | 2          | 1983-84 | 1950, 1981-82                                                |
| Vanytor de Barranquilla        | 1       | 1          | 1957-58 | 1955-56                                                      |
| Rancheros de Sincelejo         | 1       | 1          | 1996-97 | 1987-88                                                      |
| Kola Román de Cartagena        | 1       |            | 1956-57 |                                                              |
| Hit de Barranquilla            |         | 1          | | 1952                                                         |
| Olímpica de Barranquilla       |         | 1          | | 1980-81                                                      |
| Águila de Cartagena            |         | 1          | | 2002-03                                                      |
| Leones de Cartagena            |         | 1          | | 2003-04                                                      |
| Gigantes de Barranquilla       |         | 1          | | 2019-20                                                      |

1 Los Campeonatos persiguen el nombre de la franquicia, no el de la Ciudad que representan. Por lo tanto, aunque Leones salió campeón en Montería, la franquicia continúa su historia en Santa Marta. Mismo caso de Vaqueros, que logró su primer campeonato en Barranquilla y el segundo en Montería.

### Campeonatos por ciudad
| Ciudad       | Títulos | Equipos |
| ------------ | ------- | --- |
| Barranquilla | 24      | Caimanes (14), Filtta (2), Café Universal (2), Eléctricos (2), Vanytor (1), Willard (1), Cerveza Águila (1), Vaqueros (1) |
| Cartagena    | 16      | Indios (7), Tigres (6), Torices (2), Kola Román (1)                                                                       |
| Montería     | 6       | Leones (3), Vaqueros (3)                                                                                                  |
| Sincelejo    | 2       | Toros (1), Rancheros (1)                                                                                                  |

### Campeones consecutivos
Equipos que han ganado torneo de manera consecutiva en la liga.
| Tetracampeonato | Tetracampeonato     | Tetracampeonato | Tetracampeonato                    |
| Campeonatos     | Club                | Veces           | Años campeón                       |
| --------------- | ------------------- | --------------- | ---------------------------------- |
|                 | Tigres de Cartagena | 1               | 2003-04, 2004-05, 2005-06, 2006-07 |

| Tricampeonato | Tricampeonato            | Tricampeonato | Tricampeonato             |
| Campeonatos   | Club                     | Veces         | Años campeón              |
| ------------- | ------------------------ | ------------- | ------------------------- |
|               | Caimanes de Barranquilla | 1             | 2007-08, 2008-09, 2009-10 |

| Bicampeonato | Bicampeonato                   | Bicampeonato | Bicampeonato                      |
| Campeonatos  | Club                           | Veces        | Años campeón                      |
| ------------ | ------------------------------ | ------------ | --------------------------------- |
|              | Torices de Cartagena           | 1            | 1953, 1953-54                     |
|              | Indios de Cartagena            | 1            | 1979-80, 1980-81                  |
|              | Café Universal de Barranquilla | 1            | 1981-82, 1982-83                  |
|              | Caimanes de Barranquilla       | 2            | 1996-97, 1997-98 2020-21, 2021-22 |
|              | Leones de Montería             | 1            | 2016-17, 2017-18                  |

## Mánagers campeones
| Mánager                   | País                               | Equipo                          | Títulos | Temporada                       |
| Néder Horta               | Bandera de Colombia                | Tigres (2) y Toros (1)          | 3       | 2005-2006, 2006-2007, 2011-2012 |
| José Martínez             | Bandera de Cuba                    | Indios (1) y Café Universal (2) | 3       | 1979-1980, 1981-1982, 1982-1983 |
| Juan González Cornett     | Bandera de Colombia                | Indios (3)                      | 3       | 1948, 1950, 1952                |
| José Mosquera             | Bandera de Colombia                | Caimanes (3)                    | 3       | 2020-2021, 2021-22, 2023-24     |
| Walter Miranda            | Bandera de Colombia                | Caimanes (2)                    | 2       | 2007-2008 y 2008-2009           |
| Bill Madlock              | Bandera de Estados Unidos          | Tigres (2)                      | 2       | 2003-2004 y 2004-2005           |
| Edinson Rentería          | Bandera de Colombia                | Caimanes (2)                    | 2       | 1997-1998 y 1998-1999           |
| Noé Maduro                | Bandera de Venezuela               | Vaqueros (1) y Eléctricos (1)   | 2       | 1999-2000 y 2001-2002           |
| Luis Urueta               | Bandera de Colombia                | Leones (1) - Caimanes (1)       | 2       | 2014-2015 y 2015-2016           |
| Pedro Pagés               | Bandera de Cuba                    | Torices (2)                     | 2       | 1953 y 1953-1954                |
| José Tartabull            | Bandera de Cuba                    | Caimanes (1), Rancheros (1)     | 2       | 1984-1985, 1996-1997            |
| Jair Fernández            | Bandera de Colombia                | Leones (2)                      | 2       | 2016-2017, 2017-2018            |
| Rafael Alvarado           | Bandera de la República Dominicana | Filtta                          | 1       | 1949                            |
| Gil Garrido               | Bandera de Panamá                  | Filtta                          | 1       | 1951                            |
| Spud Chandler             | Bandera de Estados Unidos          | Willard                         | 1       | 1954-1955                       |
| Gaspar Del Monte          | Bandera de Cuba                    | Indios                          | 1       | 1955-1956                       |
| Frank "Skeeter" Scalzi    | Bandera de Estados Unidos          | Kola Román                      | 1       | 1956-1957                       |
| Ted Narleski              | Bandera de Estados Unidos          | Vanytor                         | 1       | 1957-1958                       |
| Rigoberto Mendoza         | Bandera de Cuba                    | Indios                          | 1       | 1980-1981                       |
| Carlos Alfonso            | Bandera de Cuba                    | Cerveza Águila                  | 1       | 1983-1984                       |
| Curtis Wallace            | Bandera de Estados Unidos          | Indios                          | 1       | 1987-1988                       |
| Tomás Soto                | Bandera de Cuba                    | Caimanes                        | 1       | 1994-1995                       |
| Holbert Cabrera Sr.       | Bandera de Colombia                | Tigres                          | 1       | 1995-1996                       |
| Brent Bowers              | Bandera de Estados Unidos          | Eléctricos                      | 1       | 2002-2003                       |
| Boris Villa               | Bandera de Colombia                | Caimanes                        | 1       | 2009-2010                       |
| Wilson Valera             | Bandera de la República Dominicana | Caimanes                        | 1       | 2012-2013                       |
| Donaldo Méndez            | Bandera de Venezuela               | Tigres                          | 1       | 2013-2014                       |
| Fred Ocasio               | Bandera de Estados Unidos          | Caimanes                        | 1       | 2018-2019                       |
| Ozney Guillén             | Bandera de Venezuela               | Vaqueros                        | 1       | 2019-2020                       |
| Ronald Ramírez De La Rosa | Bandera de Colombia                | Vaqueros                        | 1       | 2022-2023                       |

## Participaciones en la Serie del Caribe
| Año  | Sede                | Participante             | Resultado | Mánager                   |
| ---- | ------------------- | ------------------------ | --------- | ------------------------- |
| 2020 | San Juan            | Vaqueros de Montería     | Sexto     | Ozney Guillén             |
| 2021 | Mazatlán            | Caimanes de Barranquilla | Sexto     | José Mosquera             |
| 2022 | Santo Domingo       | Caimanes de Barranquilla | Campeón   | José Mosquera             |
| 2023 | Caracas y La Guaira | Vaqueros de Montería     | Cuarto    | Ronald Ramírez De La Rosa |

## Participaciones en la Serie Latinoamericana
| Año  | Sede             | Participante             | Resultado                     | Mánager         |
| ---- | ---------------- | ------------------------ | ----------------------------- | --------------- |
| 2013 | Veracruz         | Caimanes de Barranquilla | Eliminado en las preliminares | Wilson Valera   |
| 2014 | Montería         | Tigres de Cartagena      | Campeón                       | Donaldo Méndez  |
| 2015 | Ciudad de Panamá | Leones de Montería       | Campeón                       | Luis Urueta     |
| 2016 | Managua          | Caimanes de Lorica       | Subcampeón                    | Luis Urueta     |
| 2017 | Montería         | Leones de Montería       | Subcampeón                    | Jair Fernández  |
| 2018 | Managua          |                          | No participó                  |                 |
| 2019 | Veracruz         | Caimanes de Barranquilla | Sexto lugar                   | Normando Linero |

### Campeonatos por club en Serie Latinoamericana
| Equipo                   | Campeonatos | Subcampeonatos | Años de Campeonato | Años de Subcampeonato |
| ------------------------ | ----------- | -------------- | ------------------ | --------------------- |
| Leones de Montería       | 1           | 1              | 2015               | 2017                  |
| Tigres de Cartagena      | 1           | 0              | 2014               |                       |
| Caimanes de Barranquilla | 0           | 1              |                    | 2016                  |

## Salón de la fama
Está compuesto por 60 miembros cuyos aportes han engrandecido el béisbol en el país.

## Premios individuales
A partir de la temporada 2014-2015 las categorías de los premios cambiaron actualmente las categorías son:

### Mejor bateador, premio «Orlando Cabrera»
| Ganador               | AVG  | Temporada |
| --------------------- | ---- | --------- |
| Héctor Acuña (Tor)    | .326 | 2014-15   |
| Adrián Sánchez (Leo)  | .365 | 2015-16   |
| Sneider Batista (Tor) | .336 | 2016-17   |
| Sneider Batista (Tor) | .372 | 2017-18   |
| Roel Santos (Cai)     | .384 | 2018-19   |
| Andy Vasquez (Gig)    | .354 | 2019-20   |
| Manuel Geraldo (Gig)  | .370 | 2020-21   |

### Líder de carreras impulsadas
| Ganador               | Carreras | Temporada |
| --------------------- | -------- | --------- |
| Charles Mirabal (Tor) | 34 (CI)  | 2014-15   |
| Eudy Piña (Leo)       | 29 (CI)  | 2015-16   |
| Manuel Joseph (Tor)   | 35 (CI)  | 2016-17   |
| Ibandel Isabel (Leo)  | 32 (CI)  | 2017-18   |
| Osman Marval (Tor)    | 35 (CI)  | 2018-19   |
| C.J. Retherford (Tor) | 21 (CI)  | 2019-20   |
| Jordan Díaz (Vaq)     | 25 (CI)  | 2020-21   |

### Líder de cuadrangulares, premio «Édgar Rentería»
| Ganador              | Home runs | Temporada |
| -------------------- | --------- | --------- |
| Art Charles (Cai)    | 9 (HR)    | 2014-15   |
| Art Charles (Cai)    | 8 (HR)    | 2015-16   |
| Ismael Castro (Ind)  | 5 (HR)    | 2016-17   |
| Ibandel Isabel (Leo) | 9 (HR)    | 2017-18   |
| Osman Marval (Tor)   | 7 (HR)    | 2018-19   |
| Adam Walker (Cai)    | 5 (HR)    | 2020-21   |

### Jugador más valioso, premio «Orlando Ramírez»
| Ganador                  | Temporada |
| ------------------------ | --------- |
| Carlos Arroyo (Tig)      | 2005-06   |
| Carlos Duncan (Car)      | 2006-07   |
| Anthony Seratelli (Car)  | 2007-08   |
| Reinaldo Rodríguez (Leo) | 2008-09   |
| Carlos Sosa (Tor)        | 2009-10   |
| Donovan Solano (Cai)     | 2011-12   |
| Jolbert Cabrera (Tig)    | 2012-13   |
| Jesús Valdés (Tig)       | 2013-14   |
| Jorge Cortez (Leo)       | 2014-15   |
| Art Charles (Cai)        | 2015-16   |
| Gerson Montilla (Cai)    | 2016-17   |
| Robinson Cabrera (Leo)   | 2017-18   |
| Osmán Marval (Tor)       | 2018-19   |
| Jordan Díaz (Vaq)        | 2020-21   |
| Harold Ramírez (Cai)     | 2021-22   |

### Mejor lanzador, premio «Carlos “Petaca” Rodríguez»
| Ganador                 | W-L | ERA  | Temporada |
| ----------------------- | --- | ---- | --------- |
| Álvaro Montes (Cai)     |     |      | 2005-06   |
| Dorian Castro (Cai)     | 6-2 | 3.43 | 2006-07   |
| Luis Arroyo (Cai)       | 6-0 | 0.88 | 2007-08   |
| Ryan Knippschild (Tig)  | 6-1 | 2.30 | 2008-09   |
| Édgar Ramírez (Tig-Tor) | 5-2 | 3.23 | 2009-10   |
| Javier Ortiz (Leo)      | 8-1 | 2.07 | 2011-12   |
| Roger Luque (Tig)       | 6-3 | 2.04 | 2012-13   |
| Jorge Vásquez (Tig)     | 3-0 | 0.67 | 2013-14   |
| Randy Consuegra (Cai)   | 2-2 | 1.80 | 2014-15   |
| Deiber Sánchez (Leo)    | 3-1 | 1.25 | 2015-16   |
| Javier Ortiz (Leo)      | 6-2 | 1.35 | 2016-17   |
| Carlos Piña (Cai)       | 5   | 1.76 | 2017-18   |
| Porfirio López (Tor)    | 4   | 1.57 | 2018-19   |
| Eduar López (Tig)       | 4-0 | 0.95 | 2020-21   |

### Guantes de oro
| Ganador               | Temporada |
| --------------------- | --------- |
| Jaime del Valle (Leo) | 2014-15   |
| Michael Pérez (Tor)   | 2015-16   |
| Jesús Posso (Cai)     | 2016-17   |
| Carlos Martínez (Leo) | 2017-18   |

| Ganador                  | Temporada |
| ------------------------ | --------- |
| Reynaldo Rodríguez (Leo) | 2014-15   |
| Dexter Mc Call (Tig)     | 2015-16   |
| Luis Martínez (Tor)      | 2016-17   |
| Kyle Martin (Cai)        | 2017-18   |

| Ganador               | Temporada |
| --------------------- | --------- |
| Adolfo Gómez (Cai)    | 2014-15   |
| Sneider Batista (Leo) | 2015-16   |
| Grenny Cumana (Tor)   | 2016-17   |
| Grenny Cumana (Tor)   | 2017-18   |

| Ganador               | Temporada |
| --------------------- | --------- |
| Mauricio Ramos (Tor)  | 2014-15   |
| Jhonatan Lozada (Tig) | 2015-16   |
| Gerson Montilla (Cai) | 2016-17   |
| Dereck Campbell (Cai) | 2017-18   |

| Ganador               | Temporada |
| --------------------- | --------- |
| Ronald Ramírez (Tig)  | 2014-15   |
| Jairo Cardozo (Tig)   | 2015-16   |
| Charlie Mirabal (Tor) | 2016-17   |
| Charlie Mirabal (Tor) | 2017-18   |

| Ganador             | Temporada |
| ------------------- | --------- |
| Stewart James (Tor) | 2014-15   |
| Jorge Cortez (Leo)  | 2015-16   |
| Diover Ávila (Leo)  | 2016-17   |
| Diover Ávila (Leo)  | 2017-18   |

| Ganador             | Temporada |
| ------------------- | --------- |
| Steve Brown (Cai)   | 2014-15   |
| Evan Hooiser (Tig)  | 2015-16   |
| Manuel Joseph (Tor) | 2016-17   |
| Steve Brown (Cai)   | 2017-18   |

| Ganador                | Temporada |
| ---------------------- | --------- |
| Efraín Contreras (Tig) | 2014-15   |
| Eudy Piña (Leo)        | 2015-16   |
| Cristian Cano (Tor)    | 2016-17   |
| Ruby Silva (Leo)       | 2017-18   |

### Novato del año, premio «Joaquín “Jackie” Gutiérrez»
| Ganador                | Temporada |
| ---------------------- | --------- |
| Eider González (Cai)   | 2005-06   |
| Marvin Alarcón (Car)   | 2006-07   |
| José Quintana (Cai)    | 2007-08   |
| Julio Santiago (Cai)   | 2008-09   |
| Giovanny Urshela (Tig) | 2009-10   |
| Mauricio Ramos (Tor)   | 2011-12   |
| Ronald Luna (Tor)      | 2012-13   |
| Jair Morelos (Leo)     | 2013-14   |
| Bryan Pérez (Tig)      | 2014-15   |
| Brayan Martelo (Leo)   | 2015-16   |
| Brayan Emery (Ind)     | 2016-17   |
| Francisco Acuña (Cai)  | 2017-18   |
| Erick Julio (Cai)      | 2018-19   |
| Carlos Arroyo (Cai)    | 2021-22   |

### Mánager del año
| Ganador                  | Temporada |
| ------------------------ | --------- |
| Brent Bowers (Tor)       | 2006-07   |
| Walter Miranda (Cai)     | 2007-08   |
| Teddy Martínez (Leo)     | 2008-09   |
| Boris Villa (Cai)        | 2009-10   |
| Néder Horta (Tor)        | 2011-12   |
| Donaldo Méndez (Tig)     | 2012-13   |
| Luis Felipe Urueta (Leo) | 2013-14   |
| Bandera de ?             | 2014-15   |
| Luis Felipe Urueta (Cai) | 2015-16   |
| Eddy Dennis (Tor)        | 2016-17   |
| Jair Fernández (Leo)     | 2017-18   |
| José Mosquera (Tor)      | 2018-19   |

La Liga Colombiana de Béisbol Profesional otorgaba cada año los siguientes premios:

### Pitcher relevista del año
| Ganador               | Temporada |
| --------------------- | --------- |
| Nate Cotton (Tor)     | 2006-07   |
| Dorian Castro (Cai)   | 2007-08   |
| Miguel Gómez (Leo)    | 2008-09   |
| John Billy Díaz (Cai) | 2009-10   |

## Los mejores de todos los tiempos
El 18 de enero de 2017 el Departamento de Comunicaciones y Estadísticas de la Liga Colombiana de Béisbol Profesional publicó los récords de la liga desde 1948 hasta 2017. Mostrándose en cada categoría la mayor marca de un jugador en una sola temporada.
|  | Récord de colombiano |
|  | Récord de extranjero |

### Average
| N.º | Nombre            | Equipo         | Temporada | VB  | Hits | AVG |
| --- | ----------------- | -------------- | --------- | --- | ---- | --- |
| 1.  | Armando Villeros  | Indios         | 1989-1990 | 80  | 36   | 450 |
| 2.  | Jolbert Cabrera   | Indios         | 1997-1998 | 128 | 56   | 438 |
| 3.  | Carlos Arroyo     | Tigres         | 2005-2006 | 117 | 50   | 427 |
| 4.  | Ender González    | Toros          | 2003-2004 | 86  | 38   | 419 |
| 5.  | Carlos Villalobos | Eléctricos     | 2001-2002 | 96  | 39   | 406 |
| 6.  | Harold Herrera    | Toros          | 2004-2005 | 78  | 31   | 397 |
| 7.  | René Pinto        | Cerveza Águila | 2002-2003 | 112 | 44   | 393 |
| 8.  | Carlos Sosa       | Caimanes       | 2011-2012 | 136 | 53   | 390 |
| 9.  | Luis Sierra Jr    | Caimanes       | 2012-2013 | 108 | 42   | 389 |
| 10. | Tim Howard        | Caimanes       | 1996-1997 | 171 | 66   | 386 |
| 10. | Tony Motta        | Cardenales     | 2004-2005 | 88  | 34   | 386 |

### Hits
| N.º | Nombre            | Equipo         | Temporada | Hits |
| --- | ----------------- | -------------- | --------- | ---- |
| 1.  | William Barnes    | Cerveza Águila | 1982-1983 | 92   |
| 2.  | Marvin Breeding   | Willard        | 1955-1956 | 86   |
| 2.  | Joaquín Gutiérrez | Caimanes       | 1984-1985 | 86   |
| 3.  | Jhonny Ray        | Olímpica       | 1980-1981 | 85   |
| 4.  | Victoriano Moreno | Torices        | 1953      | 81   |
| 5.  | Jhon Waters       | Willard        | 1954-1955 | 79   |
| 5.  | Roberto Fernández | Vanytor        | 1956-1957 | 79   |
| 5.  | Eljach Bonaparte  | Torices        | 1979-1980 | 79   |
| 6.  | Tony Sarabia      | Olímpica       | 1979-1980 | 77   |
| 7.  | Mitch Webster     | Willard        | 1981-1982 | 75   |

### Dobles
| N.º | Nombre              | Equipo         | Temporada | 2B |
| --- | ------------------- | -------------- | --------- | -- |
| 1.  | William Barnes      | Cerveza Águila | 1982-1983 | 22 |
| 2.  | Frank Valdez        | Caimanes       | 1986-1987 | 20 |
| 3.  | Inocencio Rodríguez | Torices        | 1954-1955 | 18 |
| 4.  | Ron Harrison        | Cerveza Águila | 1983-1984 | 18 |
| 5.  | Onix Concepción     | Indios         | 1979-1980 | 17 |
| 5.  | Robert Porter       | Indios         | 1980-1981 | 17 |
| 5.  | Mitch Webster       | Willard        | 1981-1982 | 17 |
| 5.  | Hamilton Sarabia    | Cardenales     | 2007-2008 | 17 |
| 5.  | Reynaldo Rodríguez  | Leones         | 2008-2009 | 17 |
| 5.  | Adrián Sánchez      | Tigres         | 2022-2023 | 17 |
| 6.  | Hal Charnopsky      | Kola Román     | 1956-1957 | 16 |
| 6.  | José Gil            | Tigres         | 1996-1996 | 16 |

### Triples
| N.º | Nombre            | Equipo         | Temporada | 3B |
| --- | ----------------- | -------------- | --------- | -- |
| 1.  | Antonio Bautista  | Willard        | 1980-1981 | 8  |
| 2.  | Alejandro Sánchez | Indios         | 1981-1982 | 7  |
| 2.  | Aadron Chambers   | Caimanes       | 2009-2010 | 7  |
| 3.  | David Dillard     | Vanytor        | 1957-1958 | 6  |
| 3.  | José Macías       | Tigres         | 1955-1956 | 6  |
| 4.  | Andrés Cavadia    | Indios         | 1954-1955 | 5  |
| 4.  | Michael June      | Willard        | 1956-1957 | 5  |
| 4.  | Ron Wotus         | Cerveza Águila | 1982-1983 | 5  |
| 4.  | Ralph Bryant      | Cerveza Águila | 1983-1984 | 5  |
| 4.  | Eusebio Moreno    | Torices        | 1984-1985 | 5  |
| 4.  | Tito Polo         | Caimanes       | 2020-21   | 5  |
| 4.  | Jesus Marriaga    | Tigres         | 2022-23   | 5  |

### Jonrones
| N.º | Nombre             | Equipo          | Temporada | HR |
| --- | ------------------ | --------------- | --------- | -- |
| 1.  | Gleen Davis        | Torices         | 1982-1983 | 21 |
| 2.  | Bill Thompson      | Vanytor         | 1954-1955 | 18 |
| 2.  | Horace Garner      | Willard         | 1954-1955 | 18 |
| 3.  | Tito Francona      | Willard         | 1954-1955 | 17 |
| 4.  | Ralph Bryant       | Cer veza Águila | 1983-1984 | 16 |
| 4.  | Carlos Sosa        | Toros           | 2009-2010 | 16 |
| 5.  | Leonard Williams   | Willard         | 1957-1958 | 14 |
| 6.  | Jesse Barfield     | Willard         | 1980-1981 | 13 |
| 6.  | Bob Skube          | Cerveza Águila  | 1981-1982 | 13 |
| 7.  | Jim McDonald       | Willard         | 1979-1980 | 12 |
| 7.  | Mark Funderberk    | Torices         | 1979-1980 | 12 |
| 7.  | Reynaldo Rodríguez | Leones          | 2013-2014 | 12 |
| 7.  | Daniel Vellojin    | Vaqueros        | 2022-2023 | 12 |

### Carreras impulsadas
| N.º | Nombre            | Equipo         | Temporada | RBI |
| --- | ----------------- | -------------- | --------- | --- |
| 1.  | Jim Presley       | Café Universal | 1982-1983 | 66  |
| 2.  | Carlos Sosa       | Toros          | 2009-2010 | 55  |
| 3.  | Ralph Bryant      | Cerveza Águila | 1983-1984 | 53  |
| 4.  | Michael June      | Willard        | 1956-1957 | 52  |
| 4.  | Leonard Williams  | Willard        | 1957-1958 | 52  |
| 5.  | Horace Garner     | Willard        | 1954-1955 | 50  |
| 6.  | Tito Francona     | Willard        | 1955-1956 | 48  |
| 7.  | Bob Skube         | Cerveza Águila | 1981-1982 | 47  |
| 7.  | Joe Lanford       | Café Universal | 1981-1982 | 47  |
| 7.  | Raymond Serrano   | Toros          | 2009-2010 | 47  |
| 8.  | Carlos Villalobos | Caimanes       | 2009-2010 | 46  |

### Carreras anotadas
| N.º | Nombre           | Equipo         | Temporada | R  |
| --- | ---------------- | -------------- | --------- | -- |
| 1.  | Tony Walker      | Caimanes       | 1984-1985 | 57 |
| 2.  | Antony Seratelli | Cardenales     | 2007-2008 | 56 |
| 3.  | Erick Bullock    | Torices        | 1982-1983 | 55 |
| 3.  | Ralph Bryant     | Cerveza Águila | 1983-1984 | 55 |
| 4.  | Jhonatan Tucker  | Tigres         | 2009-2010 | 52 |
| 5.  | Bill Tompson     | Vanytor        | 1954-1955 | 50 |
| 6.  | Dagoberto López  | Torices        | 1953-1954 | 48 |
| 7.  | Antony Gray      | Toros          | 2009-2010 | 47 |
| 8.  | Marvin Breeding  | Willard        | 1955-1956 | 46 |
| 8.  | Juan Francia     | Leones         | 2009-2010 | 46 |

### Bases robadas
| N.º | Nombre          | Equipo         | Temporada | SB |
| --- | --------------- | -------------- | --------- | -- |
| 1.  | Juan Francia    | Leones         | 2009-2010 | 27 |
| 2.  | Daniel Morejón  | Vanytor        | 1955-1956 | 26 |
| 3.  | Jhon Waters     | Willard        | 1954-1955 | 25 |
| 4.  | Armando Crisson | Indios         | 1953-1954 | 24 |
| 4.  | Tony Walker     | Caimanes       | 1984-1985 | 24 |
| 5.  | Bill Hatcher    | Cerveza Águila | 1982-1983 | 23 |
| 6.  | Mariano Duncan  | Indios         | 1983-1984 | 21 |
| 7.  | Luis Durango    | Indios         | 2007-2008 | 19 |
| 8.  | José Paulino    | Willard        | 1979-1980 | 18 |
| 8.  | Jhonatan Tucker | Tigres         | 2009-2010 | 18 |

### Juegos ganados
| N.º | Nombre             | Equipo     | Temporada | W      |
| --- | ------------------ | ---------- | --------- | ------ |
| 1.  | Billy Meyer        | Willard    | 1954-1955 | 16W-1L |
| 2.  | Bob Patterson      | Torices    | 1983-1984 | 12W-2L |
| 3.  | Charles Kolakowski | Vanytor    | 1957-1958 | 12W-4L |
| 4.  | Woodrow Rich       | Vanytor    | 1955-1956 | 11W-2L |
| 5.  | Jerry Buchanan     | Kola Román | 1956-1957 | 11W-6L |
| 6.  | Larry Brown        | Olímpica   | 1980-1981 | 10W-2L |
| 7.  | Dan Fisher         | Indios     | 1979-1980 | 9W-0L  |
| 8.  | José Magallanes    | Indios     | 1951-1952 | 9W-1L  |
| 9.  | Dave Johnson       | Torices    | 1984-1985 | 9W-1L  |
| 10. | Ed Bonine          | Torices    | 1982-1983 | 9W-2L  |

### Ponches
| N.º | Nombre               | Equipo   | Temporada | SO |
| --- | -------------------- | -------- | --------- | -- |
| 1.  | Edgar Ramírez        | Tigres   | 2009-2010 | 74 |
| 2.  | Yoandry Portal       | Tigres   | 2015-2016 | 68 |
| 3.  | Chris Jakabauskas    | Tigres   | 2006-2007 | 59 |
| 4.  | Miguel De Los Santos | Caimanes | 2014-2015 | 59 |
| 5.  | George Sherryll      | Indios   | 2001-2002 | 57 |
| 5.  | Porfirio López       | Toros    | 2016-2017 | 57 |
| 6.  | Ben More             | Toros    | 2006-2007 | 56 |
| 7.  | Javier Ortiz         | Leones   | 2013-2014 | 54 |
| 8.  | Manuel Basilio       | Leones   | 2008-2009 | 53 |

## Líderes históricos 2006-2017
En el siguiente se muestran la marca total o suma de estadísticas de cada jugador en el total de temporadas regulares comprendidas entre 2006-07 y 2016-17 por categorías.

### Más turnos al bate
| Pos. | Jugador            | Turnos (AB) | Temporadas | Última             |
| ---- | ------------------ | ----------- | ---------- | ------------------ |
| 1.   | Diover Ávila       | 1317        | 10         | Leones (2016-17)   |
| 2.   | Steve Brown        | 1224        | 10         | Caimanes (2016-17) |
| 3.   | Ismael Castro      | 1205        | 10         | Indios (2016-17)   |
| 4.   | Ronald Ramírez     | 1159        | 10         | Caimanes (2016-17) |
| 5.   | Adolfo Gomez       | 1036        | 8          | Caimanes (2014-15) |
| 6.   | Jhonatan Lozada    | 993         | 8          | Indios (2016-17)   |
| 7.   | Donovan Solano     | 985         | 7          | Caimaes (2013-14)  |
| 8.   | Carlos Willougby   | 971         | 8          | Leones (2016-17)   |
| 9.   | Carlos Villalobos  | 970         | 7          | Caimanes (2013-14) |
| 10.  | Reinaldo Rodríguez | 970         | 8          | Leones (2016-17)   |

### Máshits
| Pos. | Jugador            | Hits | Temporadas | Última             |
| ---- | ------------------ | ---- | ---------- | ------------------ |
| 1.   | Diover Ávila       | 404  | 10         | Leones (2016-17)   |
| 2.   | Steve Brown        | 349  | 10         | Caimanes (2016-17) |
| 3.   | Ismael Castro      | 327  | 10         | Indios (2016-17)   |
| 4.   | Donovan Solano     | 323  | 7          | Caimanes (2013-14) |
| 5.   | Reinaldo Rodríguez | 316  | 8          | Leones (2016-17)   |
| 6.   | Carlos Villalobos  | 305  | 7          | Caimanes (2013-14) |
| 7.   | Adolfo Gomez       | 267  | 8          | Caimanes (2014-15) |
| 8.   | Jhonatan Lozada    | 260  | 8          | Indios (2016-17)   |
| 9.   | Ronald Ramirez     | 258  | 10         | Caimanes (2014-15) |
| 10.  | Juan C. Infante    | 230  | 6          | Tigres (2012-13)   |

### Más dobles
| Pos. | Jugador            | Dobles (2B) | Temporadas | Última             |
| ---- | ------------------ | ----------- | ---------- | ------------------ |
| 1.   | Carlos Villalobos  | 73          | 7          | Caimanes (2013-14) |
| 2.   | Reinaldo Rodríguez | 67          | 8          | Leones (2016-17)   |
| 3.   | Steve Brown        | 62          | 10         | Leones (2016-17)   |
| 4.   | Diover Ávila       | 62          | 10         | Caimanes (2016-17) |
| 5.   | Donovan Solano     | 61          | 7          | Caimanes (2013-14) |
| 6.   | Ismael Castro      | 61          | 10         | Indios (2016-17)   |
| 7.   | Ronald Ramirez     | 47          | 10         | Caimanes (2016-17) |
| 8.   | Mauricio Ramos     | 40          | 6          | Toros (2016-17)    |
| 9.   | Luis Sierra Jr     | 40          | 7          | Caimanes (2014-15) |
| 10.  | Efraín Contreras   | 37          | 5          | Caimanes (2016-17) |

### Más triples
| Pos. | Jugador            | Triples (3B) | Temporadas | Última             |
| ---- | ------------------ | ------------ | ---------- | ------------------ |
| 1.   | Diover Ávila       | 23           | 10         | Leones (2016-17)   |
| 2.   | Steve Brown        | 18           | 10         | Caimanes (2016-17) |
| 3.   | Carlos Willougby   | 12           | 8          | Leones (2016-17)   |
| 4.   | Juan C. Infante    | 10           | 6          | Tigres (2012-13)   |
| 5.   | Donovan Solano     | 9            | 7          | Caimanes (2013-14) |
| 6.   | Tito Polo          | 9            | 5          | Indios (2016-17)   |
| 7.   | Reinaldo Rodríguez | 8            | 8          | Leones (2016-17)   |
| 8.   | Luis Sierra Jr.    | 8            | 7          | Caimanes (2014-15) |
| 9.   | Adron Chambers     | 7            | 1          | Caimanes (2009-10) |
| 10.  | Fidel Peña         | 6            | 2          | Caimanes (2015-16) |

### Más jonrones
| Pos. | Jugador            | Jonrones (HR) | Temporadas | Última             |
| ---- | ------------------ | ------------- | ---------- | ------------------ |
| 1.   | Steve Brown        | 45            | 10         | Caimanes (2016-17) |
| 2.   | Reinaldo Rodríguez | 37            | 8          | Leones (2016-17)   |
| 3.   | Carlos Villalobos  | 31            | 7          | Caimanes (2013-14) |
| 4.   | Carlos Duncan      | 27            | 3          | Caimanes (2008-09) |
| 5.   | Carlos Sosa        | 27            | 3          | Caimanes (2012-13) |
| 6.   | Ismael Castro      | 26            | 10         | Indios (2016-17)   |
| 7.   | Donovan Solano     | 20            | 7          | Caimanes (2013-14) |
| 8.   | Ayalen Ortiz       | 19            | 1          | Caimanes (2011-12) |
| 9.   | Raymond Serrano    | 18            | 3          | Toros (2012-13)    |
| 10.  | Jim Presley        | 17            | 2          | Caimanes (2015-16) |

### Más carreras impulsadas
| Pos. | Jugador            | C. Impulsadas (RBI) | Temporadas | Última             |
| ---- | ------------------ | ------------------- | ---------- | ------------------ |
| 1.   | Carlos Villalobos  | 197                 | 7          | Caimanes (2013-14) |
| 2.   | Steve Brown        | 183                 | 10         | Caimanes (2016-17) |
| 3.   | Reinaldo Rodríguez | 173                 | 8          | Leones (2016-17)   |
| 4.   | Ismael Castro      | 156                 | 10         | Indios (2016-17)   |
| 5.   | Diover Ávila       | 150                 | 10         | Leones (2016-17)   |
| 6.   | Donovan Solano     | 148                 | 7          | Caimanes (2013-14) |
| 7.   | Juan C. Infante    | 122                 | 6          | Tigres (2012-13)   |
| 8.   | Luis Sierra Jr.    | 114                 | 7          | Caimanes (2014-15) |
| 9.   | Carlos Duncan      | 112                 | 3          | Caimanes (2008-09) |
| 10.  | Carlos Sosa        | 107                 | 3          | Caimanes (2012-13) |

### Más carreras anotadas
| Pos. | Jugador            | C. Anotadas (R) | Temporadas | Última             |
| ---- | ------------------ | --------------- | ---------- | ------------------ |
| 1.   | Steve Brown        | 241             | 10         | Caimanes (2016-17) |
| 2.   | Diover Ávila       | 213             | 10         | Leones (2016-17)   |
| 3.   | Reinaldo Rodríguez | 191             | 8          | Leones (2016-17)   |
| 4.   | Donovan Solano     | 190             | 7          | Caimanes (2013-14) |
| 5.   | Juan C. Infante    | 168             | 6          | Tigres (2012-13)   |
| 6.   | Ismael Castro      | 167             | 10         | Indios (2016-17)   |
| 7.   | Carlos Villalobos  | 165             | 7          | Caimanes (2013-14) |
| 8.   | Adolfo Gomez       | 162             | 8          | Caimanes (2014-15) |
| 9.   | Carlos Willougby   | 160             | 8          | Leones (2016-17)   |
| 10.  | Ronald Ramirez     | 144             | 10         | Caimanes (2016-17) |

### Más robos de base
| Pos. | Jugador            | Bases Robadas (SB) | Temporadas | Última             |
| ---- | ------------------ | ------------------ | ---------- | ------------------ |
| 1.   | Reinaldo Rodríguez | 68                 | 8          | Leones (2016-17)   |
| 2.   | Juan Francia       | 53                 | 2          | Tigres (2011-12)   |
| 3.   | Steve Brown        | 47                 | 10         | Caimanes (2016-17) |
| 4.   | Efraín Contreras   | 37                 | 5          | Caimanes (2016-17) |
| 5.   | Diover Ávila       | 32                 | 10         | Leones (2016-17)   |
| 6.   | Carlos Willougby   | 32                 | 8          | Leones (2016-17)   |
| 7.   | Luis Durango       | 27                 | 2          | Tigres (2008-09)   |
| 8.   | Ismael Castro      | 27                 | 10         | Indios (2016-17)   |
| 9.   | Jhonatan Lozada    | 24                 | 8          | Indios (2016-17)   |
| 10.  | Donovan Solano     | 23                 | 7          | Caimanes (2013-14) |

### Más juegos ganados (W)
| Pos. | Jugador          | Juegos Ganados (W) | Temporadas | Última             |
| ---- | ---------------- | ------------------ | ---------- | ------------------ |
| 1.   | Javier Ortiz     | 48W                |            | Leones (2017-18)   |
| 2.   | Yesid Salazar    | 31W                |            | Toros (2016-17)    |
| 3.   | Dorian Castro    | 21W                |            | Caimanes (2013-14) |
| 4.   | Cristian Mendoza | 16W                |            | Indios (2016-17)   |
| 5.   | Carlos Laudeth   | 15W                |            | Indios (2016-17)   |
| 6.   | Angel Vilchez    | 14W                |            | Caimanes (2017-18) |
| 6.   | Rafael Rojano    | 14W                |            | Tigres (2009-10)   |
| 7.   | Hernan Guzmán    | 14W                |            | Indios (2016-17)   |
| 8.   | Roger Luque      | 13W                |            | Tigres (2013-14)   |
| 9.   | Porfirio López   | 17W                |            | Toros (2017-18)    |
| 5.   | Ronald Ramírez   | 13W                |            | Toros (2016-17)    |

### Más juegos salvados (SV)
| Pos. | Jugador          | Salvados (SV) | Temporadas | Última             |
| ---- | ---------------- | ------------- | ---------- | ------------------ |
| 1.   | Angel Tovar      | 23            |            | Leones (2016-17)   |
| 2.   | Dumas García     | 18            |            | Indios (2016-17)   |
| 3.   | Nate CoLton      | 17            |            | Toros (2006-07)    |
| 4.   | Cristian Mendoza | 14            |            | Indios (2016-17)   |
| 5.   | Jorge Vasquez    | 14            |            | Tigres (2013-14)   |
| 6.   | Haruki Shinoda   | 13            |            | Caimanes (2012-13) |
| 7.   | Miguel Gomez     | 12            |            | Leones (2008-09)   |
| 8.   | Luis Liria       | 11            |            | Leones (2015-16)   |
| 9.   | Robert Romero    | 11            |            | Caimanes (2008-09) |

### Mayor número de ponches (Strike-out)
| Pos. | Jugador         | Ponches (SO) | Temporadas | Última             |
| ---- | --------------- | ------------ | ---------- | ------------------ |
| 1.   | Javier Ortiz    | 374          |            | Leones (2017-18)   |
| 2.   | Yesid Salazar   | 312          |            | Toros (2016-17)    |
| 3.   | Carlos Laudeth  | 233          |            | Indios (2016-17)   |
| 4.   | Wilton Noel     | 191          |            | Indios (2016-17)   |
| 5.   | Ronald Ramírez  | 179          |            | Toros (2016-17)    |
| 6.   | Dumas García    | 176          |            | Indios (2016-17)   |
| 7.   | Randy Consuegra | 161          |            | Caimanes (2016-17) |
| 8.   | Hernan Guzman   | 158          |            | Indios (2016-17)   |
| 9.   | Jorge Rodríguez | 148          |            | Toros (2016-17)    |
| 10.  | Porfirio Lopez  | 194          |            | Toros (2017-18)    |

## Jugadores de Grandes Ligas en el torneo
Estos son los jugadores y exjugadores de Grandes Ligas que han participado en el torneo, no incluye los colombianos. 
Ver Anexo:Colombianos en las Grandes Ligas de Béisbol
| Nombre               | Equipo                         | Posición            | Temporadas      | Último equipo GL                     |
| -------------------- | ------------------------------ | ------------------- | --------------- | ------------------------------------ |
| Diomedes Olivo       | Filtta de Barranquilla         | Lanzador            | 1948-1949       | Saint Louis Cardinals (1963)         |
| Woodrow "Woody" Rich | Vanytor de Barranquilla        | Lanzador            | 1955-1956       | Boston Braves (1944)                 |
| Brooks Robinson      | Willard de Barranquilla        | Tercera base        | 1955-1956       | Baltimore Orioles (1977)             |
| Tito Francona        | Willard de Barranquilla        | Primera base        | 1955-1956       | Milwaukee Brewers (1970)             |
| Danny Morejón        | Vanytor de Barranquilla        | Jardinero           | 1955-1956       | Cincinnati Redlegs (1958)            |
| Tito Francona        | Vanytor de Barranquilla        | Primera base        | 1956-1957       | San Francisco Giants (1980)          |
| Davin "Don" Dillard  | Vanytor de Barranquilla        | Jardinero]          | 1957-1958       | Milwaukee Braves (1965)              |
| Jesse Barfield       | Willard de Barranquilla        | Jardinero derecho   | 1980-1981       | New York Yankees (1992)              |
| Bill Doran           | Cerveza Águila de Barranquilla | Segunda base        | 1981-1982       | Milwaukee Brewers (1993)             |
| Glenn Davis          | Torices de Cartagena           | Primera base        | 1982-1983       | Baltimore Orioles (1993)             |
| Cecil Fielder        | Indios de Cartagena            | Primera base        | 1984-1985       | Cleveland Indians (1998)             |
| Vladimir Guerrero    | Tigres de Cartagena            | Jardinero derecho   | 1994-1995       | Baltimore Orioles (2011)             |
| Magglio Ordóñez      | Vaqueros de Montería           | Jardinero derecho   | 1995-1996       | Detroit Tigers (2011)                |
| Brent Bowers         | Toros de Sincelejo             | Mánager             | 2006-2007       | Baltimore Orioles (1996)             |
| Chris Jakubauskas    | Tigres de Cartagena            | Lanzador            | 2006-2007       | Baltimore Orioles (2011)             |
| Jerry Blevins        | Caimanes de Barranquilla       | Lanzador            | 2006-2007       | Atlanta Braves (2019)                |
| Shane Robinson       | Toros de Sincelejo             | Jardinero           | 2007-2008       | New York Yankees (2018)              |
| Adron Chambers       | Caimanes de Barranquilla       | Jardinero           | 2008-2009       | Saint Louis Cardinals (2013)         |
| Alfredo Marte        | Leones de Montería             | Jardinero izquierdo | 2008-2009       | Los Angeles Angels of Anaheim (2015) |
| Jesse English        | Leones de Montería             | Lanzador            | 2008-2009       | Washington Nationals (2010)          |
| Stephen Vogt         | Tigres de Cartagena            | Receptor            | 2010-2011       | Oakland Athletics (2022)             |
| Donaldo Méndez       | Tigres de Cartagena            | Mánager             | 2012-2013       | San Diego Padres (2003)              |
| Michael Pérez        | Toros de Sincelejo             | Receptor            | 2015-2016       | Tampa Bay Rays (2020)                |
| Adrián Sánchez       | Leones de Montería             | Segunda base        | 2014-2017       | Washington Nationals (2021)          |
| Raúl Chávez          | Tigres de Cartagena            | Mánager             | 2018            | Toronto Blue Jays (2009)             |
| David Holmberg       | Caimanes de Barranquilla       | Lanzador            | 2020-21         | Chicago White Sox (2017)             |
| Sandy León           | Caimanes de Barranquilla       | Receptor            | 2019-20 2020-21 | Minnesota Twins (2022)               |
| Alberto Callaspo     | Vaqueros de Montería           | Primera base        | 2019-20 2020-21 | Los Angeles Dodgers (2015)           |
| Severino González    | Vaqueros de Montería           | Lanzador            | 2020-21         | Philadelphia Phillies (2016)         |
| José Siri            | Tigres de Cartagena            | Jardinero           | 2016-17         | Tampa Bay Rays (2022)                |
| Elier Hernández      | Vaqueros de Montería           | Jardinero           | 2021-22         | Texas Rangers (2022)                 |

## Clasificación histórica
Resumen estadístico desde la temporada 1994-1995 hasta el actual torneo.
| Pos.                                         | Equipo                     | JG  | JP  | JJ   | Temp. | Puntaje |
| -------------------------------------------- | -------------------------- | --- | --- | ---- | ----- | ------- |
| 1.                                           | Caimanes de Barranquilla   | 636 | 519 | 1155 | 25    | 0.551   |
| 2.                                           | Tigres de Cartagena        | 467 | 521 | 988  | 23    | 0.473   |
| 3.                                           | Toros de Sincelejo         | 355 | 398 | 753  | 16    | 0.471   |
| 4.                                           | Leones de Santa Marta      | 293 | 289 | 582  | 11    | 0.503   |
| 5.                                           | Vaqueros de Montería       | 157 | 177 | 334  | 8     | 0.470   |
| 6.                                           | Indios de Cartagena        | 128 | 157 | 285  | 7     | 0.449   |
| 7.                                           | Rancheros de Sincelejo     | 108 | 95  | 203  | 5     | 0.532   |
| 8.                                           | Cardenales de Montería     | 80  | 101 | 181  | 4     | 0.442   |
| 9.                                           | Eléctricos de Barranquilla | 50  | 25  | 75   | 2     | 0.667   |
| 10.                                          | Gigantes de Barranquilla   | 31  | 42  | 73   | 2     | 0.425   |
| 11.                                          | Leones de Cartagena        | 22  | 14  | 36   | 1     | 0.611   |
| 12.                                          | Águila de Cartagena        | 21  | 25  | 46   | 1     | 0.457   |
| Última actualización el: 24 de enero de 2021 |                            |     |     |      |       |         |

|  | Actualmente en la liga colombiana |
|  | Equipo desaparecido               |

## Juego de Estrellas
El Juego de Estrellas del campeonato profesional colombiano de béisbol es un partido de carácter amistoso que se celebra durante un corto receso de la temporada regular, generalmente en el mes de diciembre. Solo participan los mejores jugadores de la temporada divididos en dos equipos representando peloteros nacionales y a los extranjeros o las estrellas de Barranquilla contra las de Cartagena y más recientemente las estrellas del norte (Barranquilla y Cartagena) contra las del sur (Montería y Sincelejo). Para la temporada 2010-2011 se programó celebrar una nueva modalidad entre las estrellas de los equipos del interior del país (cachacos) contra las estrellas de las novenas de la Costa (costeños), la cual no pudo ser jugada a causa del fuerte invierno. El objetivo principal del partido es proporcionar una jornada de entretenimiento, calidad y espectáculo, pues previamente se celebra un derby de jonrones.
| Juego de Estrellas | Juego de Estrellas | Juego de Estrellas                   | Juego de Estrellas                   | Juego de Estrellas | Juego de Estrellas | Juego de Estrellas | Juego de Estrellas |
| Edición            | Fecha              | Ganó                                 | Perdió                               | Lugar              | Marcador           | Ganador            | Perdedor           |
| ------------------ | ------------------ | ------------------------------------ | ------------------------------------ | ------------------ | ------------------ | ------------------ | ------------------ |
| I                  | 1999               | Cartagena                            | Barranquilla                         | Cartagena          | 6-2                |                    |                    |
| II                 | 08-01-2002         | Cartagena                            | Barranquilla                         | Barranquilla       | 3-1                | George Sherryl     | Daniel Mavárez     |
| III                | 2003               | Cartagena                            | Barranquilla                         | Cartagena          | 8-7                | Willy Viloria      | Pedro Minaya       |
| IV                 | 09-01-2004         | Cartagena                            | Barranquilla                         | Barranquilla       | 5-3                |                    |                    |
| V                  | 04-01-2005         | Norte (TIG-CAI)                      | Sur (CAR-TOR)                        | Sincelejo          | 12-8               |                    |                    |
| VI                 | 2006               | Nacionales                           | Extranjeros                          | Montería           | 8-1                |                    |                    |
| VII                | 02-12-2007         | Extranjeros                          | Nacionales                           | Cartagena          | 7-3                | Nate Seaver        | Ernesto Frieri     |
| VIII               | 6-12-2007          | Extranjeros                          | Nacionales                           | Barranquilla       | 6-4                | Ramón Portillo     | Rafael Rojano      |
| IX                 | 6-12-2008          | Nacionales                           | Extranjeros                          | Cartagena          | 5-4                | Jorge Rodríguez    | Dennis Bilardello  |
| X                  | 5-12-2009          | Extranjeros                          | Nacionales                           | Montería           | 16-4               | Manuel Basilio     | Yesid Salazar      |
|                    | 4-12-2010*         | Se canceló debido al fuerte invierno | Se canceló debido al fuerte invierno | Cali*              | -                  | -                  | -                  |
| XI                 | 22-12-2012         | Sur (LEO-TOR)                        | Norte (TIG-CAI)                      | Montería           | 13-2               | Gao Xiao           | Ricardo Rodríguez  |
| XII                | 13-12-2013         | Sur (LEO-TOR)                        | Norte (TIG-CAI)                      | Barranquilla       | 7-4                | Karl Lewis Triana  | Ricardo Rodríguez  |
| XIII               | 13-12-2014         | Norte (TIG-CAI)                      | Sur (LEO-TOR)                        | Cartagena          | 5-2                |                    |                    |
| XIV                | 12-12-2015         | Extranjeros                          | Nacionales                           | Sincelejo          | 3-2                | Wilson Eusebio     | Oderman Rocha      |
| XV                 | 10-12-2016         | Sur (LEO-TOR)                        | Norte (TIG-CAI)                      | Montería           | 2-1                | Ángel Tovar        | Francisco Carrillo |

* Programado

### Ligas
- Curaçao National Championship AA League
- Grandes Ligas de Béisbol
- Liga Argentina de Béisbol
- Liga Dominicana de Béisbol Invernal
- Liga de Béisbol Profesional de Puerto Rico
- Liga Mexicana de Béisbol
- Liga Mexicana del Pacífico
- Liga Venezolana de Béisbol Profesional
- Liga Nicaragüense de Béisbol Profesional
- Liga Profesional de Béisbol de Panamá
- Liga Japonesa de Béisbol Profesional
- Organización Coreana de Béisbol